# Comando de Artilharia do Exército
O Comando de Artilharia do Exército (Cmdo Art Ex) é a organização do Exército Brasileiro responsável por sua artilharia estratégica, composta de baterias de lançadores múltiplos de foguetes Astros. Sediado no Forte Santa Bárbara, em Formosa, Goiás, comanda dois Grupos de Mísseis e Foguetes (GMF), o 6.º e 16.º, além de centros de Instrução e de Logística de Mísseis e Foguetes. Esse complexo é a infraestrutura central do Programa ASTROS 2020 e a base física para a artilharia de mísseis e foguetes do Exército. O Cmdo Art Ex está subordinado ao Comando Militar do Planalto, em Brasília.
O comando traça suas origens à Artilharia Divisionária da 6.ª Divisão de Infantaria (AD/6), criada em Cruz Alta, Rio Grande do Sul, em 1949. Inicialmente organizada com o 1.º e 2.º Grupos do 6.º Regimento de Obuses de 105 mm, em 1972 ela foi transferida a Porto Alegre. Como parte das reformas militares da época, passou a ter o 16.º Grupo de Artilharia de Campanha (GAC), equipado com obuseiros de 155 mm, e o 3.º Grupo de Artilharia Antiaérea (GAAAé). Em 2000–2001 o 3.º GAC tornou-se autopropulsado, recebendo obuseiros M109A3, e o 13.º GAC foi incorporado à AD/6. Em 2014 a 6.ª Divisão de Exército foi extinta. Das antigas unidades da AD/6, o 16.º GAC tornou-se o atual 16.º GMF, o 13.º GAC pertence atualmente à 3.ª Divisão de Exército, e o 3.º GAAAé, ao Comando de Defesa Antiaérea. O comando ganhou sua denominação atual e permaneceu em Porto Alegre, agora subordinado ao Comando Militar do Sul, até a transferência a Formosa em 2020.
Essas mudanças criavam a estrutura para complementar os investimentos materiais do Projeto Estratégico Astros 2020, oficializado no Livro Branco da Defesa Nacional em 2012. Até 2014 o Exército tinha 38 viaturas Astros, compradas da Avibras nos anos 90 e centralizadas no 6.º GMF, então denominado 6.º Grupo de Lançadores Múltiplos de Foguetes, em 2004. Desde essa época, a unidade reunia os mais potentes armamentos terrestres do Exército.

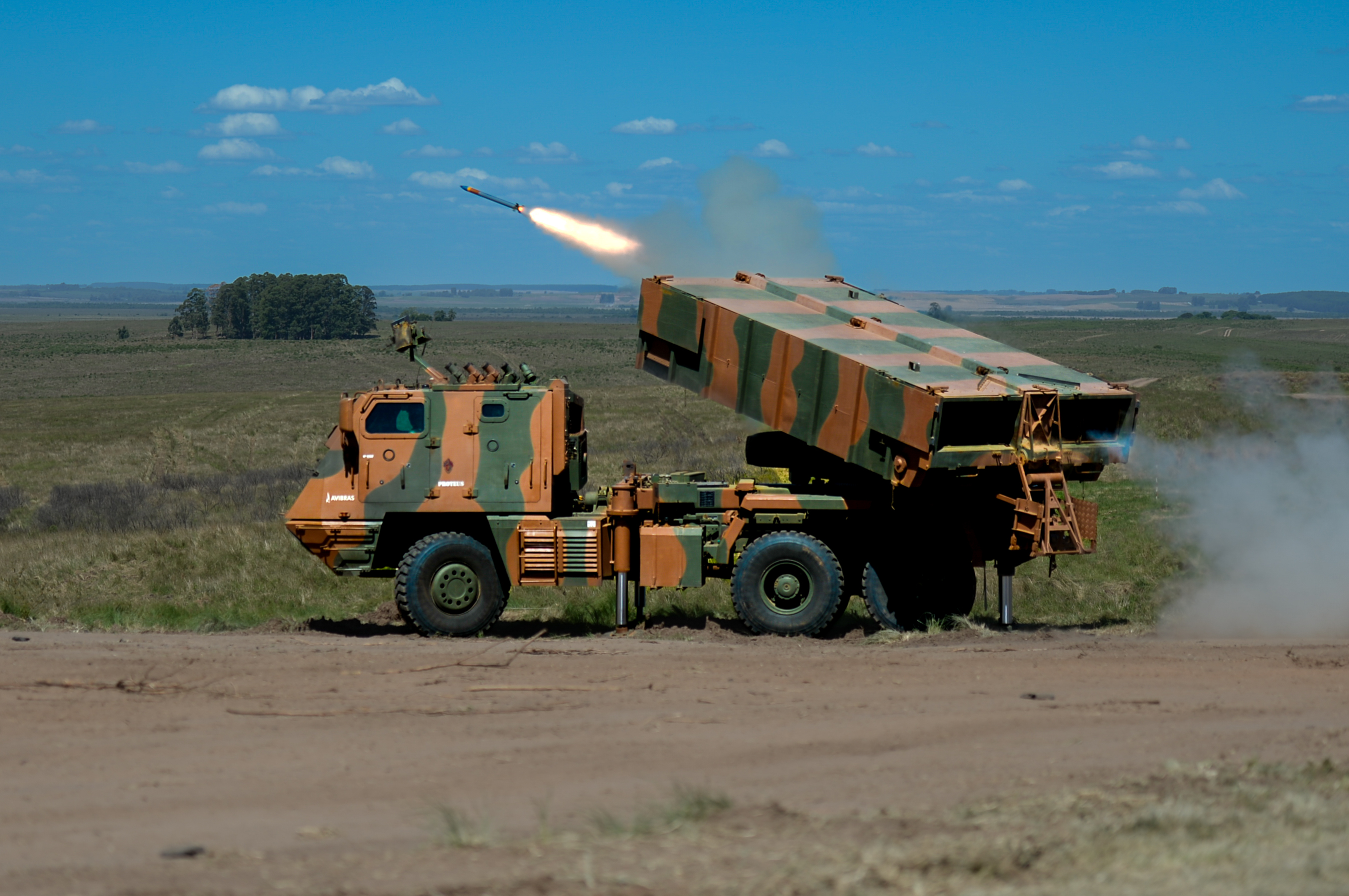
Demonstração de fogo do ASTROS II

O programa estratégico previa a aquisição de novos veículos e a modernização dos antigos para usar novos armamentos, como foguetes com guiagem primária SS-40G e mísseis de cruzeiro AV-TM 300. O cronograma original era até 2020, mas em 2019 já havia sido estendido a 2023. Com a construção do Forte Santa Bárbara, o efetivo local, de cerca de 600 militares, tinha estimativa de subir a até 2.000. O programa também previu uma Bateria de Busca de Alvos, equipada com sistemas de aeronaves remotamente pilotadas, e simuladores.
Cada Grupo de Mísseis e Foguetes tem três baterias operacionais, com seis peças de fogo cada, além de viaturas de apoio. Todas podem ser transportadas nos aviões C-130 Hercules da Força Aérea Brasileira. O sistema é modular e pode atirar munições de diversos calibres. Seus foguetes guiados têm alcance de 40 quilômetros, suficiente apenas para competir com a artilharia convencional, mas já são mais precisos que os foguetes de saturação de área usados no Astros até então. A novidade, contribuindo à capacidade de deterrência brasileira, são os mísseis de cruzeiro, os primeiros a ser operados na América do Sul. Seu alcance é de 300 quilômetros, com um sistema de guiagem apto apenas a atingir alvos fixos como antenas, bases aéreas e navais, refinarias, portos e indústrias. Assim, seu uso é estratégico e não operacional ou tático.